# Въртележка (теленовела, 2012)
„Въртележка“ (на португалски: Carrossel) е бразилска сапунена опера от 2012.

## Сюжет
Учебната година започва и учениците от трети клас в Escola Mundial са в учебните стаи. Последната им учителка не е издържала да работи с децата заради големия ежедневен стрес. И тогава на сцената се появява сладката Елена, за да заеме за постоянно мястото на тяхна учителка.
Елена използва своята игривост, за да приобщи децата и да им осигури добро възприемане на учебния материал. Тя е първата, и единствената, която успява да спечели всички деца от трети клас, които се борят срещу правилата и изискванията на непреклонната и крайно религиозна директорка на училището – Дона Оливия.
Елена винаги е готова да работи с всички, не само за да спечели доверието на учениците, но също така се оказва забъркана в техните лични и семейни проблеми. Тя трябва да бъде, освен преподавателка, и голяма приятелка, и съветничка.
Елена открива във възрастния Фирмино – портиер в училището, верен приятел. И двамата служат като буфер при конфликтите, предизвикани от авторитарната Оливия, която не харесва начина, по който учителката толерира учениците си.
Фирмино познава всички ученици и училищен персонал, знае и как да се справя с всеки един от тях, дори и с Дона Матилде – високомерната преподавателка по музика, която винаги преживява тежко пакостите на децата и винаги е под силен стрес.
Когато Елена се разболява, преподавателката Сузана пристига, за да я замести. Тя също съумява да покори сърцата на децата. Сузана иска да заеме за постоянно мястото на Елена.
В един момент, учителката Матидле полудява и напуска училището. Тя е заместена от Рене, който сформира музикална група с учениците от трети клас, а също така започва връзка с Елена.
Ден след ден, децата трябва да се справят с реални и недотам реални проблеми: момчето, което не е подготвило домашните си; момичето, което трудно се вписва в класа или дебеланкото, но с крехка душа, което е принудено да търпи подигравките в междучасията, както и всички мъки и страдания, през които преминават учениците в училище...